# Antonio Di Natale
Antonio Di Natale (Nápoles, 13 de outubro de 1977) é um ex-futebolista italiano que atuava como atacante.

## Carreira

### Empoli e empréstimos
Apesar de ter nascido em Nápoles, Di Natale se mudou para o norte focando sua carreira futebolística, foi aceito pela base do Empoli, quando estava no time principal ele foi emprestado 3 vezes, ele conseguiu se firmar no Empoli na temporada 1999–00 quando o a equipe terminou em nono lugar na Serie B italiana.[carece de fontes?]
Ele junto ao Empoli conseguiu o acesso a Serie A italiana em 2002, terminando em quarto lugar com 67 pontos, a equipe terminou com 60 gols na competição e Di Natale fez 16 desses 60 gols, terminando como artilheiro da equipe no campeonato.
Na temporada de volta do Empoli a elite italiana, Di Natale ajudou o time na fuga do rebaixamento e marcou 13 vezes.[carece de fontes?]
Na temporada 2003–04, duas temporadas depois da volta da equipe à elite, o Empoli foi rebaixado novamente.

### Udinese
Depois do rebaixamento do Empoli, Di Natale acertou com a Udinese para a temporada de 2004–05 da Serie A, no fim dessa temporada a Udinese terminou a competição em quarto lugar e conseguiu uma vaga para a Liga dos Campeões da UEFA da temporada seguinte.

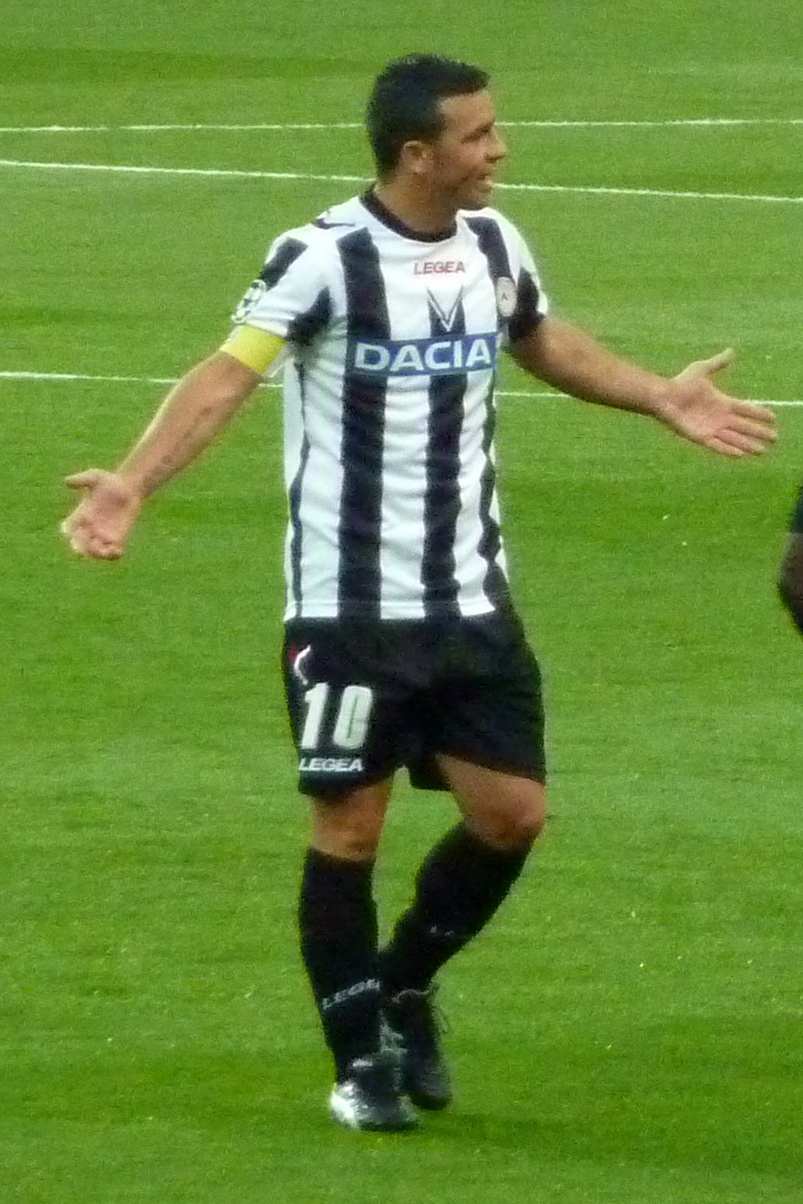
Di Natale na Udinese

Em 2007, Di Natale foi nomeado como capitão da equipe e teve seu contrato estendido até o dia de 30 de junho de 2012.
A temporada 2009–10 foi a melhor de todas para Di Natale, ele fez 29 gols na Serie A e contribuiu a 54% dos gols de seu time no torneio, além disso, ele venceu o prêmio de Futebolista Italiano do ano, e terminou em segundo, juntamente com Didier Drogba do Chelsea, ambos com 29 gols na disputa da Chuteira de Ouro da UEFA, atrás apenas de Lionel Messi que havia marcado 34 vezes na temporada.
Na temporada seguinte, (2010–11) Di Natale terminou com 28 gols em 36 jogos, média de 0,78 gols por partida, essa foi a maior média da Itália naquela temporada, e a terceira maior da Europa, sendo superado apenas por Cristiano Ronaldo do Real Madrid e Lionel Messi do Barcelona, nessa mesma temporada, a Udinese terminou a Serie A na quarta colocação, conquistando uma vaga para os Playoffs da Liga dos Campeões da UEFA da temporada seguinte.
Em abril de 2016, Di Natale anunciou que se aposentadoria ao final da temporada 2015–16 pela Udinese.
No dia 29 de abril de 2015, Di Natale ultrapassou Roberto Baggio, tornando-se assim o 6° maior artilheiro da Serie A.

## Títulos

### Prêmios individuais
- Capocannoniere: 2009–10, 2010–11
- Futebolista Italiano do Ano da Serie A: 2010
- Equipe do Ano da Serie A: 2010–11, 2011–12, 2012–13
- Pallone d'Argento: 2010–11
- Oscar del Calcio: 2012

### Artilharias
- Serie A de 2009–10 (29 gols)
- Serie A de 2010–11 (28 gols)
- Coppa Italia de 2014–15 (4 gols)